# Gerbilus cheesmani
Gerbilus cheesmani este o specie de rozătoare mici din subfamilia Gerbillinae a familiei Muridae. Se găsește preponderent între Peninsula Arabică și sud-vestul Iranului. Are blana de pe spate maro-portocalie, abdomenul și pieptul albe, ochii mari și coada foarte lungă.

## Taxonomie
Prima descriere înregistrată a acestei specii a fost făcută în anul 1919 de către zoologul britanic Oldfield Thomas.

## Descriere
Gerbilus cheesmani are un aspect similar cu Gerbillus gerbillus și Gerbillus andersoni. Lungimea capului și a corpului este cuprinsă între ~70–100 mm și a cozii între ~90–135 mm. Are tălpi păroase, la fel ca și G. gerbillus și G. andersoni. Blana de pe spate este maro-portocalie, iar cea de pe abdomen este albă.

## Răspândire și habitat
Gerbilus cheesmani este nativă în Peninsula Arabică și în Orientul Mijlociu. Arealul său include Arabia Saudită, Emiratele Arabe Unite, Oman, Yemen, Kuweit, Irak, Iran, Siria și Iordania. Habitatul său natural include câmpii aride cu soluri nisipoase, deșerturi și sabkha. Viețuiește în general în zone în care cresc plante din specia Ephedra alata și genurile Haloxylon, Calligonum și Artemisia.

## Comportament
G. cheesmani este o specie nocturnă, care în timpul zilei stă în vizuină și în timpul nopții iese la suprafață pentru a se hrăni cu iarbă și semințe, putând deveni omnivoră în unele circumstanțe. Părul de pe tălpi este o adaptare pentru fuga sa pe nisip. Aduce în vizuină vegetație umedă, care crește nivelul de umiditate din interior. Intrarea în vizuină se găsește de obicei la baza unui arbust; este închisă de către rozătoare prin lovirea nisipului cu ajutorul cozii. G. cheesmani este vânată de prădători ca bufnițele și vulpile din speciile Vulpes vulpes arabica și Vulpes rueppellii.

## Stare de conservare
G. cheesmani este o specie comună, are un areal larg și se presupune că populația totală a acesteia este mare. Populația pare să fie stabilă, nefiind identificate amenințări deosebite pentru această rozătoare. Uniunea Internațională pentru Conservarea Naturii a clasificat specia ca fiind neamenințată cu dispariția.